# Barisz Aréna
A Barisz Aréna (kazahul Barys Arena) egy Nur-Szultanban található sportaréna, amely legfőképpen a Kontinentális Jégkorong Ligában szereplő Barisz Nur-Szultan jégkorongcsapatának hazai mérkőzéseinek ad otthont, de itt rendezték a 2019-es birkózó-világbajnokságot is. Befogadóképessége jégkorong mérkőzések alkalmával 11 578 fő.

## Története
Az aréna építés 2012 októberében kezdődött, Nurszultan Nazarbajev, Kazahsztán miniszterelnöke pedig 2015. augusztus 8-án adta át hivatalosan. Másnap a Barisz Asztana a Metalurh Novokuznyeck elleni, 4-2-re megnyert jégkorong mérkőzéssel avatta fel. Befogadóképessége 11 578, a VIP-helységeket is beleszámítva 12 000 fő. Jégkorong találkozókon kívül rendeznek itt kosárlabda, röplabda és ökölvívó mérkőzéseket is, de adott már otthont koncerteknek és más kulturális eseményeknek is. Az aréna területén található a Nemzetközi Úszószövetség előírásainak megfelelő fedett úszómedence és szinkron-, valamint toronyugráshoz alkalmas medencetér is. Itt rendezték a 2019-es birkózó-világbajnokságot is.
2015. július 13-án, még az építési munkálatok ideje alatt hat koszovói munkás húsz méter magasról zuhant le, mikor a homlokzati állványokat szerelték. Három munkás a helyszínen, kettő a kórházban hunyt el, a munkálatokat pedig ideiglenesen felfüggesztették.

## Galéria

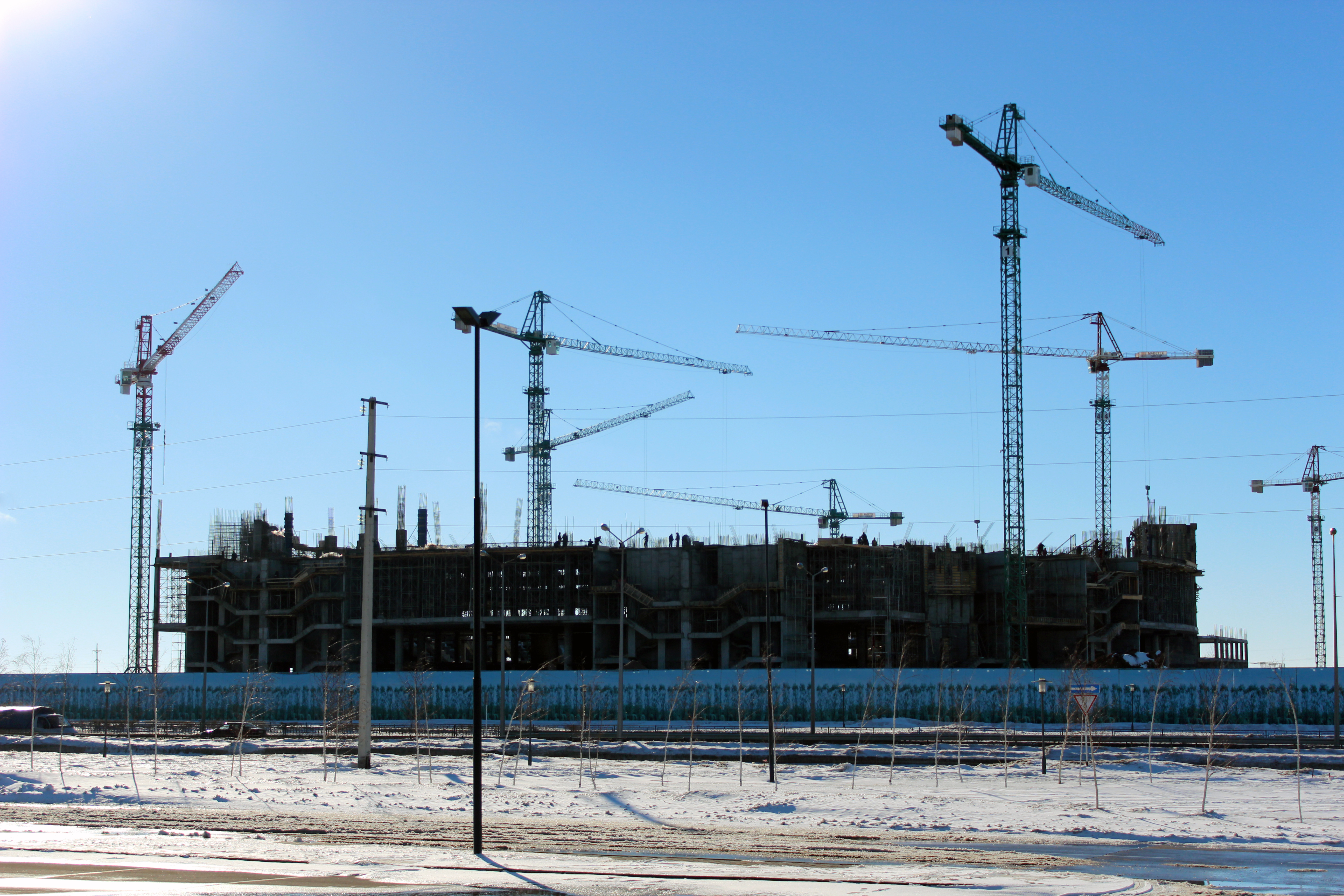
Építés alatt 2014 márciusában
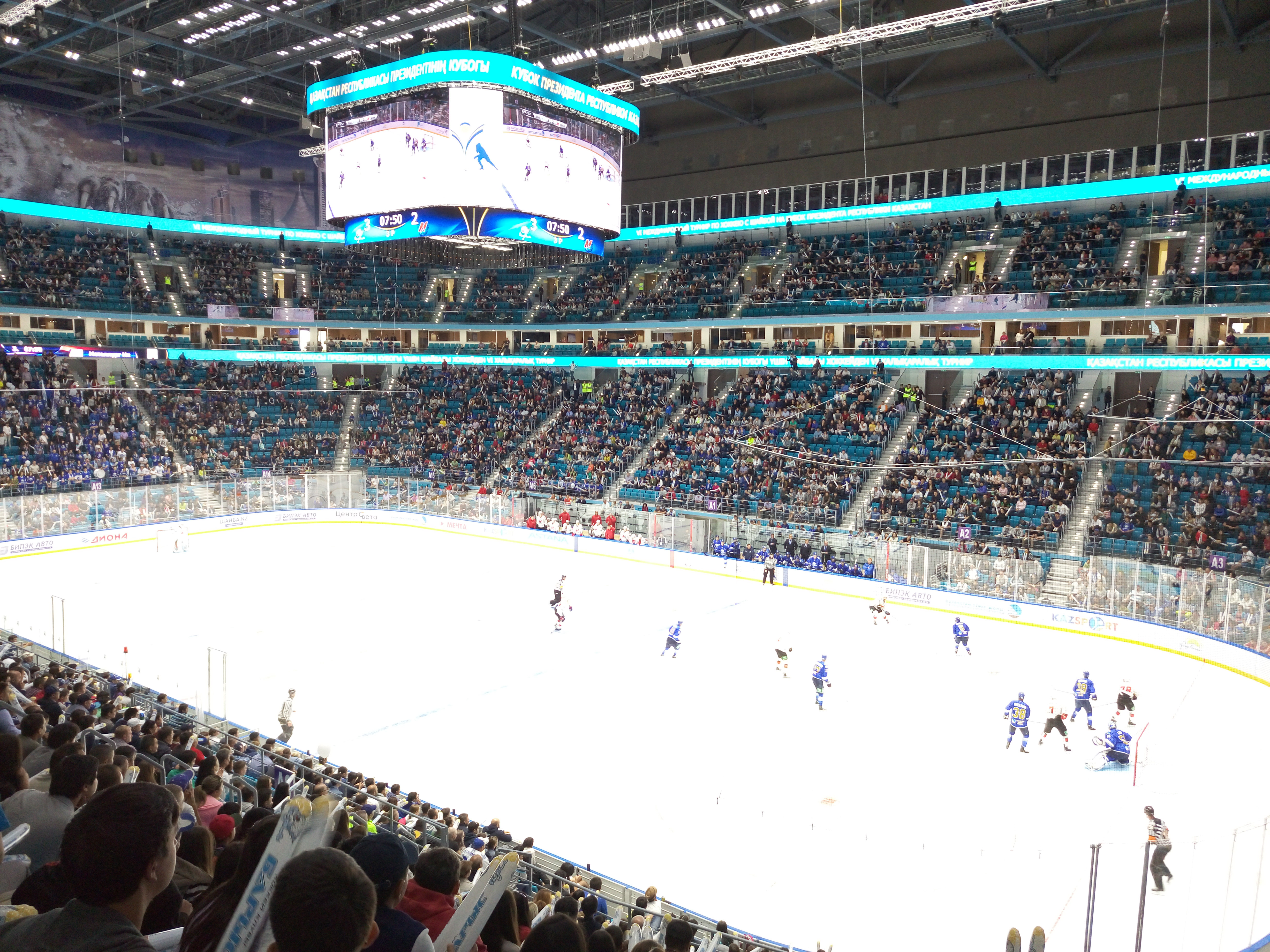
Nyitómérkőzés 2019. augusztus 9-én